# 鬆糕 (廣東)
鬆糕又稱發糕，是中國廣東地區的一種糕點，源自廣東東莞，材料包括糯米粉、粘米粉、糖粉、花生碎和白砂糖等。1950年代廣州到處可見此類糕點。